# Sikören
Sikören is een Zweeds rijk eiland behorend tot de Lule-archipel. Het eiland ligt ten zuidwesten van Degerön en ten zuidoosten van Hindersön. Het eiland heeft geen vaste oeververbinding en aan de noordkant staat een overnachtingscabine.  Op het noordelijke strand groeit de kortarige zeekraal. 
Het eiland is gegroeid rondom een kern van leisteen en graniet. Ook kalk treft men hier aan. 
Het eiland dankt zijn naam waarschijnlijk aan de marene (Sik is Zweeds voor marene). Het heeft niets te maken met Lill Sikören, dat veel noordelijker ligt.